# Präsidentschaftswahl in Brasilien 1902

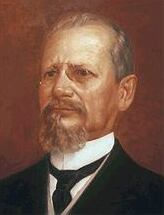
Francisco de Paula Rodrigues Alves, Präsident

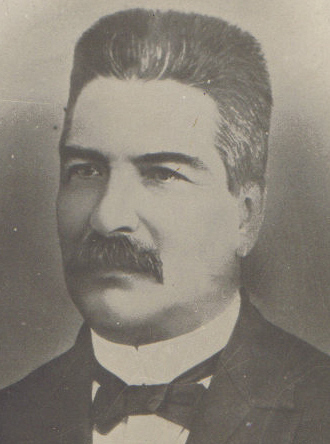
Silviano Brandão, Vizepräsident

Die Präsidentschaftswahl in Brasilien 1902 fand am 1. März 1902 statt. Das Ergebnis der Wahl war ein Sieg von Rodrigues Alves (Partido Republicano Paulista). Er erreichte 91,7 % der Stimmen und wurde der fünfte Präsident des Staates.
Es war die vierte Präsidentschaftswahl und am Anfang der Alten Republik weit davon entfernt, eine Volkswahl zu sein. Von rund 18.400.000 geschätzten Einwohnern waren nur 1.286.000 Einwohner stimmberechtigt, tatsächlich nahmen nur 660.000 teil. Die Wahl fand nur in der Bundeshauptstadt und in den Landeshauptstädten statt.
Eliten, Militär und Geldadel bestimmten die Wahl unter sich. Die Agrareliten hatten ihre Vormachtstellung in der Brasilianischen Verfassung von 1891 verankert, in der Form liberal, praktisch jedoch oligarisch. Die Präsidentschaftswahl ist im Kapitel II, Artikel 47 der Verfassung sehr knapp geregelt. Bis zum Ende der Alten Republik wechselten sich der Partido Republicano Mineiro (PRM) und der Partido Republicano Paulista (PRP) in der Macht ab.
Kandidaten konnten sich einzeln auf das Amt des Präsidenten und des Vizepräsidenten bewerben wie im Fall Júlio de Castilhos. Es gab 122 Präsidentschafts- und 139 Vizepräsidentschaftskandidaten.

## Ergebnisse
| Kandidat Präsident                    | Stimmen* | % |
| ------------------------------------- | -------- | - |
| Rodrigues Alves                       | 592.039  |   |
| Quintino Bocauiuva                    | 42.542   |   |
| Ubaldino Fontoura                     |          |   |
| Júlio de Castilhos                    | 1.343    |   |
| Severino dos Santos Vieira            | 903      |   |
| Write-in-Kandidaten (117)             |          |   |
| Gesamt                                | 645.531  |   |
| Ungültige Stimmen / Leere Stimmzettel | 14.273   |   |
| Gesamt                                | 660.000  |   |

- Angaben sind unzuverlässig

| Kandidat Vizepräsident                | Stimmen* | % |
| ------------------------------------- | -------- | - |
| Francisco Silviano de Almeida Brandão | 563.734  |   |
| Justo Leite Chermont                  | 59.887   |   |
| Cândido Barata Ribeiro                | 1.791    |   |
| Júlio de Castilhos                    | 884      |   |
| Lauro Sodré                           | 638      |   |
| Write-in-Kandidaten (134)             |          |   |
| Gesamt                                | 641.845  |   |
| Ungültige Stimmen / Leere Stimmzettel | 18.155   |   |
| Gesamt                                | 660.000  |   |

- Angaben sind unzuverlässig